# Medicine (gruppo musicale)
I Medicine sono un gruppo alternative rock statunitense formatosi nella San Fernando Valley nel 1991.

## Storia
Nati nel 1991, per volontà del chitarrista Brad Laner (già batterista nella band post punk californiana Savage Republic), la prima line up del gruppo include il batterista Jim Goodall, il chitarrista Jim Putnam, il bassista Eddie Ruscha e la cantante Annette Zilinskas che però abbandona quasi subito la band, sostituita dall'ex cantante dei Fourwaycross, Beth Thompson.
Precursori della scena shoegaze, nel 1992 i Medicine firmano con l'American Recordings, etichetta del produttore Rick Rubin, e pubblicano il loro primo album, Shot Forth Self Living, con un sound a metà tra la tradizione del rock psichedelico e il noise-rock dei Sonic Youth.
Con il gruppo ridotto ad un trio (Laner, Thompson, Goodall), i Medicine danno alle stampe un secondo album nel 1993, The Buried Life, ed un terzo, Her Highness, uscito nel 1995, pochi mesi prima dello scioglimento del gruppo.
Un remix di She Knows Everything, brano tratto dall'album The Buried Life, curato da Billy Corgan, leader dei The Smashing Pumpkins, viene pubblicato nell'EP Sounds Of Medicine, uscito nel 1994.
Nel 2003, la band si è riformata come duo con Brad Laner e Shannon Lee, figlia dell'attore Bruce Lee. Lo stesso anno pubblicano l'album The Mechanical Forces of Love, prima di sciogliersi di nuovo.
Nel 2013, la line up classica della band, formata da Laner, Thompson e Goodall, torna nuovamente assieme e, con l'etichetta Captured Tracks, pubblica un nuovo album in studio, dal titolo To the Happy Few, preceduto dal singolo Long as the Sun.
Il 27 ottobre 2014, esce il sesto album dei Medicine, intitolato Home Everywhere.

## Formazione

### Formazione attuale
- Brad Laner  - chitarra
- Beth Thompson  - voce
- Jim Goodall - batteria

### Ex componenti
- Shannon Lee
- Matt Devine
- Jim Putnam
- Eddie Ruscha
- Annette Zilinskas

## Discografia

### Album
- Shot Forth Self Living (Def American/Creation, 1992)
- The Buried Life (American, 1993)
- Her Highness (American, 1995)
- The Mechanical Forces of Love (Wall of Sound, 2003)
- Remains 1992-1995 (autoprodotto, 2011)
- Always Starting to Stop (Captured Tracks, 2012)
- Box Set (Captured Tracks, 2012)
- To the Happy Few (Captured Tracks, 2013)
- In Session (Captured Tracks, 2014)
- Home Everywhere (Captured Tracks, 2014)

### Singoli e EP
- "Aruca" (Creation 1992)
- "5ive" (a.k.a. "Come Here To Drink Milk") (Creation, 1993)
- "Never Click" (Beggars Banquet, 1993)
- "Sounds Of Medicine" (American, 1994)
- "Time Baby 3" (Beggars Banquet, 1994)
- "Off The Vine" (double 7") (Ectoplasm, 1995)
- "Wet on Wet" EP (Wall of Sound, 2002)
- "I Smile To My Eyes" (Wall of Sound, 2003)
- "As You Do" (Wall of Sound, 2004)
- "Time Baby 2" (Captured Tracks, 2011)
- "Long as the Sun" (Captured Tracks, 2013)

### Apparizioni in compilation
- "Miss Drugstore" su Creation: Indie-Pop's Been Good to Us (Indiecator, 1992)
- "Never Click" su Particle Theory (Warner Bros., 1993)
- "Time Baby III" su Il Corvo OST (Atlantic, 1994)
- "Slut" su The Doom Generation OST (American, 1994)
- "One More Night" su Tigerbeat6 Inc. (Tigerbeat6, 2001)
- "As You Do" e "I Smile to My Eyes (Themroc Mix)" su Off The Wall - 10 Years of Wall Of Sound (Wall of Sound, 2003)
- "Live It Down" su Musique Dessinee 01 - Just a Groove! (Production Dessinée, 2006)